# Club Tijuana
Maillots
Le Club Tijuana Xoloitzcuintles de Caliente est un club de football mexicain basé à Tijuana dans l'état de Basse-Californie. Il joue actuellement en première division mexicaine.
Le club remporte le Tournoi d'ouverture du championnat du Mexique lors de l'année 2012, ce qui constitue son premier titre majeur.

## Palmarès
- Championnat du Mexique :
  - Champion : 2012 (Ouverture)

- Championnat du Mexique de deuxième division :
  - Champion : 2010 (Ouverture)

- Coupe du Mexique :
  - Finaliste : 2020

## Historique entraineur[2]
- Víctor Rangel (2007)
- Wilson Graniolatti (2008 – 2009)
- Juan Antonio Luna (2009 – 2010)
- Joaquín del Olmo (2010 – 2011)
- Antonio Mohamed (2011 – 2013)
- Jorge Almirón (2013)
- César Farías (2013 – 2014)
- Daniel Guzmán (2014 – 2015)
- Rubén Omar Romano (2015)
- Raúl Chabrand (2015)
- Miguel Herrera (2015 – 2017)
- Eduardo Coudet (2017)
- Diego Cocca (2017 – 2018)
- Oscar Pareja (2018 – 2019)
- Gustavo Quinteros (2020)
- Pablo Guede (2020 – 2021)
- Robert Siboldi (2021)
- Sebastián Méndez (2021 – 2022)
- Ricardo Valiño (2022 – 2023)
- Miguel Herrera (2023 – 2024)
- Juan Carlos Osorio (2024 - 2025 )
- Sebastián Abreu (depuis 2025)